# Kukuyana
Kukuyana, jedno od plemena vjerojatno karipskog porijekla koji su uz još nekoliko plemenskih skupina (Upurui, Opagwana i Kumarawana) asimiliranih od znatno snažnijeg plemena Oyana iz brazilskih država Amapá i Pará